# Jan Wong
Pour les articles homonymes, voir Wong.
Jan Wong (pinyin : Huáng Míngzhēn), née le 15 août 1952 à Montréal, est une journaliste canadienne d'origine chinoise. Aujourd'hui domiciliée à Toronto, elle écrit pour le quotidien canadien Globe and Mail. Jan Wong est la fille de l'homme d'affaires montréalais Bill Wong, fondateur des restaurants chinois qui portent son nom.

## Biographie
Peu avant la fin de la Révolution culturelle en Chine, Jan Wong, qui a des sympathies maoïstes, quitte l'Université McGill à Montréal pour la Chine. Elle sera une des deux étudiantes étrangères acceptées à l'Université de Pékin. Pendant son séjour, elle dénonce un étudiant qui lui demandait comment était la vie au Canada. L'étudiant disparaît peu après. Wong relate cette expérience dans un livre, Red China Blues, écrit et publié à son retour au Canada. Désillusionnée par l'idéologie du Parti communiste chinois (PCC), elle quitte la Chine et retourne à Montréal, où elle étudie le journalisme à l'Université Concordia. 
Elle devient chroniqueuse pour The Globe and Mail à Toronto dans les années 1980. À la fin des années 1990, elle tient une colonne intitulée Lunch with Jan Wong. Son style est critiqué par certains : la journaliste, souvent agressive, n'hésite pas à confronter ses invités. Un recueil de ces chroniques est publié plus tard.

## Polémiques quant à sa vision du Québec

### En 2006
Le 16 septembre 2006, Jan Wong crée une polémique au Québec et au Canada en publiant, dans le Globe and Mail, un article portant sur la fusillade au collège Dawson survenue à Montréal 3 jours auparavant. Elle écrit que les trois tueries en milieu scolaire survenues dans cette ville lors des 17 dernières années sont causées par le sentiment d'aliénation éprouvé par les immigrants ou les enfants d'immigrants au Québec, sentiment causé, selon elle, par la Loi 101 et le racisme des québécois dits « pures laines ». 
L'article est vivement décrié, notamment par le Premier ministre du Québec Jean Charest, qui le dénonce dans une lettre ouverte parue dans les quotidiens canadiens le 20 septembre 2006. Le lendemain, le Premier ministre du Canada Stephen Harper dénonce à son tour l'article. Une motion unanime de la Chambre des communes du Canada exige des excuses, qui n'ont jamais été faites par Wong ou le Globe and Mail. 
Le 11 mai 2007, le Conseil de presse du Québec blâme Wong, le quotidien The Globe and Mail et le rédacteur en chef Edward Greenspon pour cet article. Madame Sylvia Stead, éditrice adjointe du Globe, a signalé, lors de cet événement, que le journal avait fait part de son désaccord avec l'opinion de la journaliste.

### En 2021
Elle crée de nouveau la polémique en 2021 en affirmant que les Québécois sont une tribu. Elle considère que la défense du français au Québec relève d'une logique tribale,.

## Œuvres
- 1997 : Red China Blues : My Long March From Mao to Now
- 2000 : Lunch with Jan Wong